# Photostomias goodyeari
Photostomias goodyeari es una especie de pez de la familia Stomiidae en el orden de los Stomiiformes.

## Morfología
Los machos pueden llegar alcanzar los 17,5 cm de longitud total.

## Hábitat
Es un pez de mar y de aguas profundas que vive entre 85-2.000 m de profundidad.

## Distribución geográfica
Se encuentra en las aguas  tropicales y  subtropicales del  Atlántico norte, incluyendo el Golfo de México.